# Theodosius Dobzhansky
Theodosius Grygorovych Dobzhansky, född 25 januari 1900 i Nemyriv, nuvarande Ukraina, död 18 december 1975 i USA, var en rysk-amerikansk genetiker och evolutionsbiolog.

## Biografi
Dobzhansky var 1940–1962 professor i zoologi vid Columbia University i New York och var därefter, 1962–1971, professor i genetik vid Rockefeller University. Han var från 1971 adjungerad professor i genetik vid University of California i Davis. 
Han blev under sitt liv invald i Svenska kungliga vetenskapsakademien (14 mars 1956), Danska vetenskapsakademien, Brasilianska vetenskapsakademien, Vetenskapsakademien Leopoldina och Accademia dei Lincei.
Dobzhansky var under hela sin livstid en religiös man och medlem i den ortodoxa kyrkan. Han försökte förena sin religiösa tro med sin forskning om evolutionen, inspirerad av såväl Charles Darwin som Fjodor Dostojevskij.
Theodosius Dobzhansky är far till antropologen, mathistorikern och författaren Sophie Coe.